# Наташа Хауард
Наташа Хауард (енгл. Natasha Howard; Толидо, 2. септембар 1991) је америчка кошаркашица која тренутно игра за Минесоту линкс у оквиру Женске националне кошаркашке асоцијације. На WNBA драфту 2014. године изабрана је од стране тима Индијана февер. Рођена је у Толиду, у Охају, 1991. године. Кошаркашку каријеру започела је на Универзитету Флорида где је била шеста највоља по броју постинутих поена из игре

## Каријера на колеџу
| Година    | Тим                 | ОУ  | Поени | ПШ%  | 3П%  | СБ%  | СПУ | АПУ | УПУ | БПУ | ППУ  |
| --------- | ------------------- | --- | ----- | ---- | ---- | ---- | --- | --- | --- | --- | ---- |
| 2010-2011 | Универзитет Флорида | 32  | 339   | 46.0 | 36.8 | 54.9 | 6.6 | 0.8 | 1.1 | 0.7 | 10.6 |
| 2011-2012 | Универзитет Флорида | 31  | 379   | 48.7 | 19.0 | 61.5 | 9.1 | 1.4 | 1.5 | 1.3 | 12.2 |
| 2012-2013 | Универзитет Флорида | 33  | 418   | 48.6 | -    | 61.2 | 7.5 | 0.7 | 1.8 | 1.5 | 12.7 |
| 2013-2014 | Универзитет Флорида | 33  | 675   | 59.4 | -    | 65.0 | 9.3 | 0.5 | 2.1 | 2.3 | 20.5 |
| Каријера  | Универзитет Флорида | 129 | 1811  | 51.6 | 31.3 | 61.7 | 8.1 | 0.9 | 1.6 | 1.4 | 14.0 |

## WNBA каријера
Хауардов аје изабрана од стране тима Индијана февер на WNBA драфту 2014. године. Сезону 2014. године стартовала је са 16 и 21 поеном у њене прве две утакмице у професионалној кошаркашкој каријери. Током почетничке сезоне у клубу, наредних година Хауардова је постизала прочено по утакмици 7 поена и забележила 3,1 скок.
Током њене друге сезоне у клубу Индијана февер, Хауардова је постизала просечно 4,2 поена и забележила 2,6 скокова по мечу. Највећи подухват у тој сезони био јој је на утакмици против Чикаго скаја, 4. августа 2015. године, када је постигла 13 поена, али њен је њен тим ипак поражен. 1. септембра против екипе Конектикут сан постигла је 10 поена.
2. фебруара 2016. годиен Хауардова је прешла у тим Минесота линкс.. Током њене прве сезоне у том тиму била је једна од водећих играчица прве поставе те сезоне. У њеној првој утакмици против Индијане февер, постигла је 11 поена, имала 100% учинак шута из игре и забележила 3 скока. Свој рекорд каријере забележила је 2. јула 2015. године када је против екипе Сан Антонио старс постигла 21 поен. У њеној другој сезони са екипом Минесота линкс била је водећа по броју постигнутих поена и забележених скокова. Помогла је свом тиму да дође до финала и у финалној утакмици против екипе Лос Анђелес спаркс дала значајан допринос и освојила WNBA шампионат, први пут у каријери.

## WNBA статистика каријере
| † | Године када је Хауардова освојила WNBA шампионат |

### WNBA статистика сезона
| Сезона   | Екипа            | ОУ  | СУ | МПУ  | ПШ%  | 3П%  | СБ%  | СПУ | АПУ | УПУ | БПУ | ППУ |
| -------- | ---------------- | --- | -- | ---- | ---- | ---- | ---- | --- | --- | --- | --- | --- |
| 2014     | Индијана февер'  | 34  | 15 | 17.0 | 44.3 | 000  | 59.4 | 3.1 | 0.6 | 0.8 | 0.6 | 7.0 |
| 2015     | Индијана февер'  | 30  | 2  | 11.4 | 37.9 | 000  | 72.1 | 2.6 | 0.4 | 0.4 | 0.4 | 4.2 |
| 2016     | Минесота линкс   | 34  | 1  | 14.6 | 57.4 | 20.0 | 67.7 | 3.6 | 0.8 | 0.7 | 0.7 | 6.7 |
| 2017†    | Минесота линкс   | 34  | 0  | 11.7 | 48.4 | 21.4 | 73.3 | 2.4 | 0.7 | 0.5 | 0.6 | 4.3 |
| Каријера | 4 године, 2 тима | 132 | 18 | 14.4 | 47.2 | 18.2 | 66.7 | 2.9 | 0.7 | 0.6 | 0.6 | 5.6 |

### Плеј-оф
| Сезона   | Екипа            | ОУ | СУ | МПУ  | ПШ%  | 3П% | СБ%  | СПУ | АПУ | УПУ | БПУ | ППУ |
| -------- | ---------------- | -- | -- | ---- | ---- | --- | ---- | --- | --- | --- | --- | --- |
| 2014     | Индијана февер'  | 4  | 0  | 3.7  | 16.7 | 000 | 97   | 1.0 | 0.0 | 0.0 | 0.0 | 1.0 |
| 2015     | Минесота линкс   | 9  | 0  | 7.1  | 91.7 | 000 | 96   | 0.6 | 0.3 | 0.3 | 0.1 | 2.8 |
| 2016     | Минесота линкс   | 8  | 0  | 13.0 | 70.0 | 000 | 42.9 | 2.6 | 0.6 | 0.8 | 0.1 | 5.6 |
| 2017†    | Минесота линкс   | 7  | 0  | 5.6  | 20.0 | 000 | 80.0 | 0.9 | 0.0 | 0.2 | 0.0 | 1.1 |
| Каријера | 4 године, 2 тима | 28 | 0  | 7.9  | 60.3 | 000 | 70.6 | 1.3 | 0.3 | 0.4 | 0.1 | 2.9 |